# 4.º Troféu HQ Mix
O 4º Troféu HQ Mix foi realizado em 24 de junho de 1992 na choperia do Sesc Pompeia, em São Paulo, premiando pessoas, editoras e obras ligadas às histórias em quadrinhos referentes a lançamentos de 1991. O evento foi apresentado por Serginho Groisman e Doris Giesse. O troféu foi desenhado pelo artista plástico Carlos Maluck. Os vencedores foram escolhidos por profissionais da área e leitores através de urnas instaladas em livrarias especializadas.

## Prêmios[2]
| Categoria                          | Vencedor                                                                                             |
| Álbum de clássico                  | Príncipe Valente (Hal Foster / editora Ebal)                                                         |
| Álbum de ficção, aventura e terror | Bradbury - o pequeno assassino (vários autores / adaptação de contos de Ray Bradbury / editora L&PM) |
| Álbum de humor                     | Toda Mafalda (Quino / Martins Fontes)                                                                |
| Álbum erótico                      | Druuna                                                                                               |
| Desenhista estrangeiro             | Katsuhiro Otomo                                                                                      |
| Desenhista nacional                | Luiz Gê                                                                                              |
| Desenhista revelação               | Kipper                                                                                               |
| Edição especial                    | Asilo Arkham - uma séria casa num sério mundo (Grant Morrison e Dave McKean / editora Abril Jovem)   |
| Editora do ano                     | Record                                                                                               |
| Fanzine                            | Matrix (Gazy Andraus, editor)                                                                        |
| Grande contribuição                | 1ª Bienal Internacional de Quadrinhos (Rio de Janeiro)                                               |
| Grande mestre                      | Carlos Zéfiro                                                                                        |
| Graphic novel estrangeira          | Elektra Vive (Graphic Album n° 6) (Frank Miller / editora Abril Jovem)                               |
| Graphic novel nacional             | Transubstanciação (Graphic Dealer n° 1) (Lourenço Mutarelli / editora Dealer)                        |
| Homenagem especial                 | Editora D-Arte                                                                                       |
| Livro teórico                      | Mangá - o poder dos quadrinhos japoneses (Sonia Bibe Luyten / editora Hedra)                         |
| Minissérie estrangeira             | Os Livros da Magia (Neil Gaiman e vários desenhistas / editora Abril Jovem)                          |
| Personagem destaque                | Sandman                                                                                              |
| Projeto gráfico                    | Fragmentos completos (Revista Goodyear Especial) (Luiz Gê)                                           |
| Revista de humor                   | Piratas do Tietê (Laerte / editora Circo)                                                            |
| Revista de terror                  | Sandman (Neil Gaiman e vários desenhistas / editora Globo)                                           |
| Revista independente               | Dundum Quadrinhos (Adão Iturrusgarai e Gilmar Rodrigues, editores)                                   |
| Revista infantil                   | Trapalhões (editora Abril)                                                                           |
| Revista mix                        | Mil Perigos (vários autores / editora Dealer)                                                        |
| Revista seriada                    | Akira (Katsuhiro Otomo / editora Globo)                                                              |
| Roteirista estrangeiro             | Neil Gaiman                                                                                          |
| Roteirista nacional                | Guilherme de Almeida Prado                                                                           |
| Tira estrangeira                   | Calvin e Haroldo (Bill Watterson)                                                                    |
| Tira nacional                      | Níquel Náusea (Fernando Gonsales)                                                                    |